# Sens-de-Bretagne
Sens-de-Bretagne (bretonska: Sen) är en kommun i departementet Ille-et-Vilaine i regionen Bretagne i nordvästra Frankrike. Kommunen ligger i kantonen Saint-Aubin-d'Aubigné som tillhör arrondissementet Rennes. År 2022 hade Sens-de-Bretagne 2 620 invånare.

## Befolkningsutveckling
Antalet invånare i kommunen Sens-de-Bretagne
Referens:INSEE